# 赫夫南诉帕特森市案
赫夫南诉帕特森市案（英語：Heffernan v. City of Paterson，578 U.S. ___ (2016)）是2016年美国最高法院判决的公职人员第一条修正案权利案件，法院以六比二裁定，雇主如对雇员受保护的言论施以纪律处分，无论雇员言行是否属于行使第一条修正案权利，均可视为雇主侵犯雇员宪法权利。
杰弗里·赫弗南是新泽西州帕特森警探，应母亲要求到配送中心取草坪标志牌，上有在2005年选举支持在任市长对手的内容。赫弗南本人没有公开支持在任市长的竞争对手，但其他警员看到他取标志牌后告诉上级，包括强烈支持市长的局长。警局认为赫弗南显然公开支持其他候选人，将他降职为制服巡警。
赫弗南提起诉讼，认为警队降职之举侵犯他的第一条修正案权利。案件辗转十年抵达最高法院，此前大部分时间是在联邦地区法院，先后经三名法官审理。陪审团支持原告的裁决因故撤销，后来支持帕特森市的即决判决又经上诉推翻，第三次审理仍以即决判决支持帕特森市。
史蒂芬·布雷耶大法官起草最高法院多数意见，称最高法院在案件所涉领域已有先例，政府机构对从事党派活动的雇员实施纪律处分违宪，除非活动对机构运作不利，或用人合同明确允许，故本案关键在于警局处分原告时的观念。多数意见还指出，赫夫南的言行是否属受保护言论根本无关紧要，警局处分等于警告大家避免行使第一条修正案权利。克拉倫斯·托馬斯大法官起草不同意見書并由塞繆爾·阿利托联署，认为原告的确受到伤害，但不属侵害宪法权利。

## 法律背景
美国宪法第一条修正案保障言论自由和集會自由等权利，其中没有明确写出結社自由，但最高法院的司法实践认为该权利同样受保护，特别是政党等政治结社。政府不得通过侵犯上述权利的法律，也不能采取可能侵犯权利的行动。权利法案包括第一条修正案，原本只限制联邦政府，第十四条修正案生效后可依合併原則应用于各州。
为在重建时期更好地保护公民宪法权利，国会在尤利西斯·格兰特总统请求下通过《1871年第二条执行法》，以便更有力地反击三K党等恐吓、镇压黑人公民投票的白人至上组织。该法为“任何州、领地或哥伦比亚特区以任何法令、条例、规定、惯例根据肤色剥夺宪法权利”的公民提供补救措施，如今已写入《美国法典》“42 U.S.C. § 1983”。1961年最高法院经“门罗诉帕普案”扩大《美国法典》1983条款适用范围，用于检验侵犯宪法保护权利的州政府官员是否滥用权力。
第一条修正案保护公职人员免因谈论公众事务遭雇主报复。最高法院在1968年“皮克林诉教育委员会案”首次明确公职人员有行使言论自由后不被解雇的权利。案件起因是教师给地方报社写信批评不久前教育委员会在债券发行方面行事不当，法院认为以此开除教师侵犯他的宪法权利。八年后，最高法院又经“埃尔罗德诉伯恩斯案”扩大保护范围，规定因党派政治意识形态或所属党派开除公职人员同样违宪。
另一方面，最高法院承认身为雇主，政府比身为主权实体拥有更大的宪法自由度。为明确界定政府身为雇主在自由裁量权方面的限制，最高法院通过1983年“康尼克诉迈尔斯案”设立人称“康尼克测试”的框架。框架主要包含两大要素，一是原告陈述主张必须满足的门槛：证明他们发言的话题受公众关注；二是雇主举证门槛：证明涉案言论对工作效率之损害超出侵犯言论自由之危害。
1994年，最高法院在“沃特斯诉丘吉尔案”面临言论判断问题，“康尼克测试”到底针对雇员实际言论，还是雇主以为雇员发表的言论，即雇主如果误解雇员言论，“康尼克测试”是否适用。该案案情是护士因与同事说过某些话而遭解雇，她当时说的话与雇主以为有出入。桑德拉·戴·奧康納大法官起草并经多数大法官联署的意见书认为，“康尼克测试”应针对雇主以为雇员发表的言论，即雇主实际行动依赖的言论，而非法院裁定的实际言论。

## 案件历程

### 案情

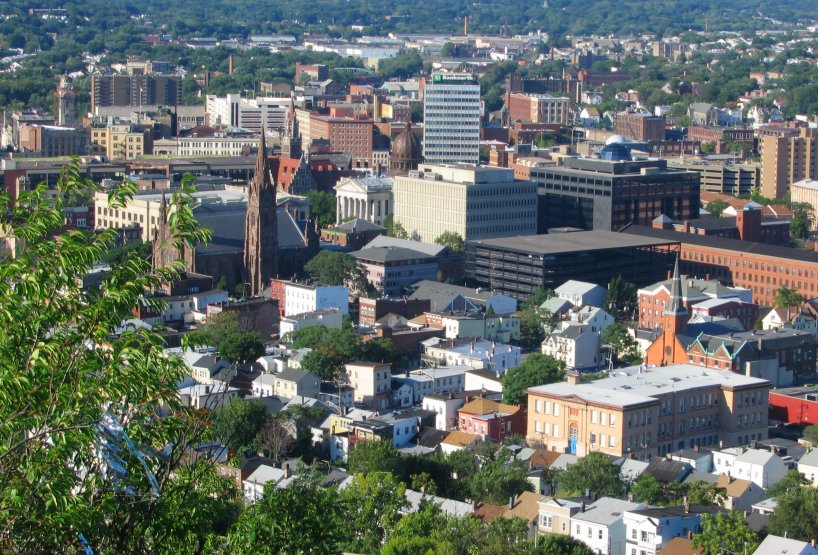
帕特森闹市区

杰弗里·赫弗南是2005年新泽西州帕特森警探，他的上级和警察局长均由在任市长乔伊·托雷斯任命。同年市长改选，市议员劳伦斯·斯帕格诺拉出马与托雷斯竞争。斯帕格诺拉曾是警察局长，赫弗南与他关系友好，支持他竞选但没正式表态。赫弗南不住帕特森，没有资格在市长选举投票。他的母亲住在该市但身体有恙，原本支持斯帕格诺拉的草坪选举标志牌被盗，儿子下班后去帮她取新标志牌。其他警员看到他在配送点拿着牌子同斯帕格诺拉竞选团队交谈，他们很快把消息告知上级，次日警队以“公然参与”斯帕格诺拉竞选为由把赫弗南警探降职为巡警。

### 地区法院
赫弗南向新泽西联邦地区法院起诉帕特森市、市长、警队上级违反《美国法典》1983条款，指控被告侵犯他的言论自由和结社自由权。他自认没有发表任何受保护的言论，是警局误解他的言行，警局不应该因误解把他降职。
陪审团2009年裁决原告胜诉并要求警局和帕特森市赔偿，但控辩双方都不满意，要求重审。赫夫南对法官彼得·谢里登不同意言论自由主张不满，被告对法官同意结社自由主张不满。经昔日工作的律师事务所提醒，谢里登裁量双方诉求时发现自己与案件已有利益衝突，他撤销陪审团判决并主动回避，为案件定下新审判日期，由丹尼斯·卡瓦诺法官审理。
卡瓦诺法官根据被告动议对原告言论自由主张作即决判决，认为赫夫南没有发表受保护的言论，故言论自由权不可能受侵害。2012年，第三巡回上诉法院推翻卡瓦诺法官判决并发回重审，要求法官准许赫夫南提出结社自由主张，重新考虑即决判决动议时还需考虑陪审团已经裁定的事实。
发回的案件由凯文·麦克纳尔蒂法官重审，听取双方即决判决动议后他裁定帕特森市胜诉。法官认为赫夫南没有发表受保护言论或表达，并援引第三巡回上诉法院对“安布罗斯诉罗宾逊镇案”判决认定，被告自认言论或行为受保护的主张不可能成立，因为此类言行存在引导、教唆成分。麦克纳尔蒂法官认为，第六巡回上诉法院对“戴伊诉赛马委员会办公室案”判决不足以成为赫夫南主张结社自由的援引先例，该案已明确否决“安布罗斯案”裁定，身为地区法院法官，麦克纳尔蒂无权否决上诉法院先例。

### 上诉法院
案件上诉至第三巡回上诉法院，合議庭罗伯特·柯文、莫顿·艾拉·格林伯格、托马斯·瓦纳斯基三位法官一致裁定帕特森市胜诉。瓦纳斯基代表法院起草判决书并在2015年公布，支持麦克纳尔蒂法官主张，赫夫南为母亲拿标志牌不属受保护言论或结社行为。上诉法院认为本案与第六巡回上诉法院裁决的“戴伊案”不同，该案是雇主惩罚不参与党派政治的雇员，但本案雇主是针对原告实际行动。
瓦纳斯基法官援引最高法院1994年裁定的“沃特斯诉丘吉尔案”，案情是伊利诺伊州公立医院开除向同事议论上级的护士，但议论实质内容尚具争议。最高法院认为医院管理层是在合理调查尝试后开除护士，判决明确认为，雇主以雇员实际上没做过的事为由施以纪律处分不属宪法问题。

### 最高法院
面对第三巡回上诉法院裁决，赫夫南向最高法院申请“调卷令”，要求审理本案。考虑原告申请和帕特森市回复后，法院在2015年开庭首日下达调卷令。经控辩双方同意，自认与案件结果有利害关系的机构提交“法庭之友”简要陈述，全国政府雇员协会、贝克特宗教自由基金、托马斯·杰斐逊表达自由保护中心支持赫夫南，新泽西州市政联盟、全国州议会大会支持帕特森市。。联邦政府递交支持赫夫南的“法庭之友”简述，申请参与口头辩论获批，表明訟務次長将亲自或派人参与2016年1月19日的口头辩论。

#### 口头辩论
口头辩论开始后，代表赫夫南走上最高法院的马克·弗罗斯特面临大法官提问：安東尼·肯尼迪要求明确原告主张保护哪些权利，安東寧·斯卡利亞、塞繆爾·阿利托、首席大法官約翰·羅伯茨质疑原告没有发表言论的情况下宪法权利如何受损。案件判决公布前去世的斯卡利亚大法官认为，“宪法权利不包括不以错误理由解雇”。
弗罗斯特回答，本案重点不是个人行径，而是政府动机。訟務次長助理金杰·安德森代表联邦政府以“法庭之友”名义出庭表达支持赫夫南的立场，称雇主不利原告之举旨在压制不认可的政治信仰，如此立场显然违反第一条修正案。
辩方律师汤姆·戈德斯坦强调政治中立与对政治漠不关心的区别，宣称第一条修正案保护政治中立，保护有意不选择任何立场，这不意味着根本不关心政治或没有特别选择保持中立也属修正案保护范畴。赫尔南自称与斯帕格诺拉没有关系，被告认为原告行为不是有意选择中立，而是对政治漠不关心，不受第一条修正案保护。艾蕾娜·卡根大法官向戈德斯坦询问第一条修正案的目的，“问题是为什么政府要这么做”，律师回答：“这是个人权利，不是政府出错”。弗罗斯特反驳辩方主张，认为政府行事的原因违宪，原告行为究竟出于中立还是冷漠根本没区别。

## 最高法院意见

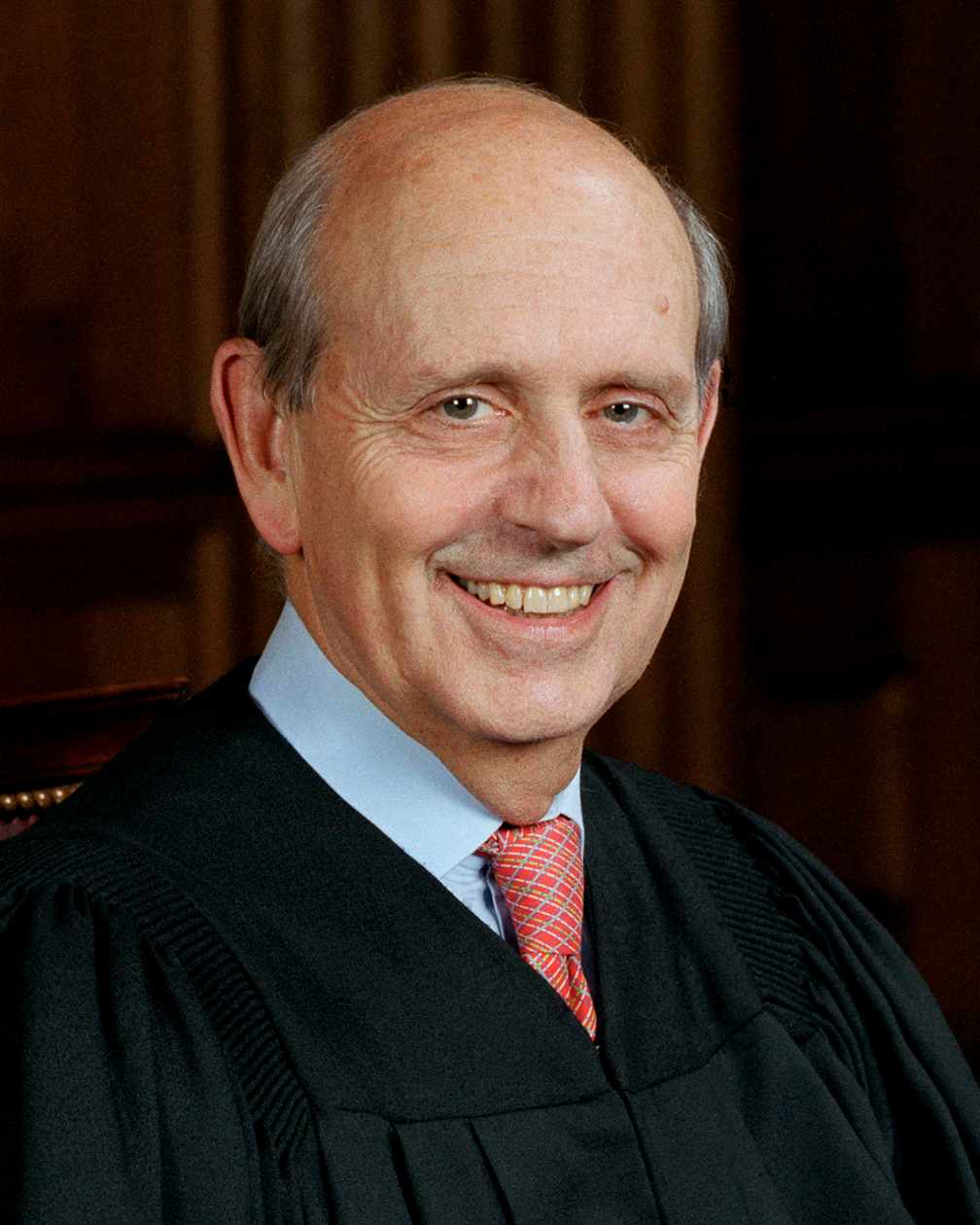
大法官史蒂芬·布雷耶公布法院意见

最高法院以六比二推翻下级法院裁决，认定对挑战第一条修正案的案件而言，雇主动机至关重要。起草判决书的史蒂芬·布雷耶大法官援引“沃特斯诉丘吉尔案”写道：
我们的结论与“沃特斯案”一样，政府降职赫弗南的原因很重要。雇主为阻止雇员参与第一条修正案保护的政治活动而将后者降职，雇员有权根据第一条修正案质疑如此非法行径……哪怕是像本案这样，雇主根本没搞清雇员的实际行为。
最高法院把案件发回第三巡回法院并明确指出，第一条修正案禁止报复受保护言论，下级法院还应考虑赫夫南受纪律处分的政策是否中立或存在差异对待。多数意见提出三大论据支撑裁决：一、解读更符合第一条修正案文本；二、更有利于满足第一条修正案限制政治分肥的目标；三、解读不会大幅提升雇主举证负担。
布雷耶大法官指出，第十四条修正案注重公民权利，从文本“国会不得制定法律……剥夺言论自由”可见第一条修正案重点针对政府行为。文字强调政府立法权，禁止的是政府行为与动机，而非公民实际行为。本案争论的政策不属美國國會法，但实际行为仍是政府官员侵犯第一条修正案保障的权利。
最高法院多数派支持布雷耶的解读，承认第一条修正案旨在防止政府行为阻碍受保护的活动。判决书援引“布兰蒂诉芬克尔案”指出，过往判例从未要求政治派别案原告证明效忠的政治派别已变，类似逻辑也可用于本案：无论雇主行事的实际依据如何，都对宪法保护言论形成潜在寒蝉效应。无论解雇时雇主的理由是否属实，雇员都可能为防解雇不参与受保护的活动，所以解雇理由属实与否均应视为违反第一条修正案。
被告认为，需对事实理解错误负责将令雇主承担巨额成本。最高法院对此不认可，雇员仍须证明雇主动机不正当，举证成本也很高。法院认为，对于本案和类似案件，雇员证明雇主动机更加困难，因为雇员自身行为还远不足以证明雇主动机。

### 少数意见

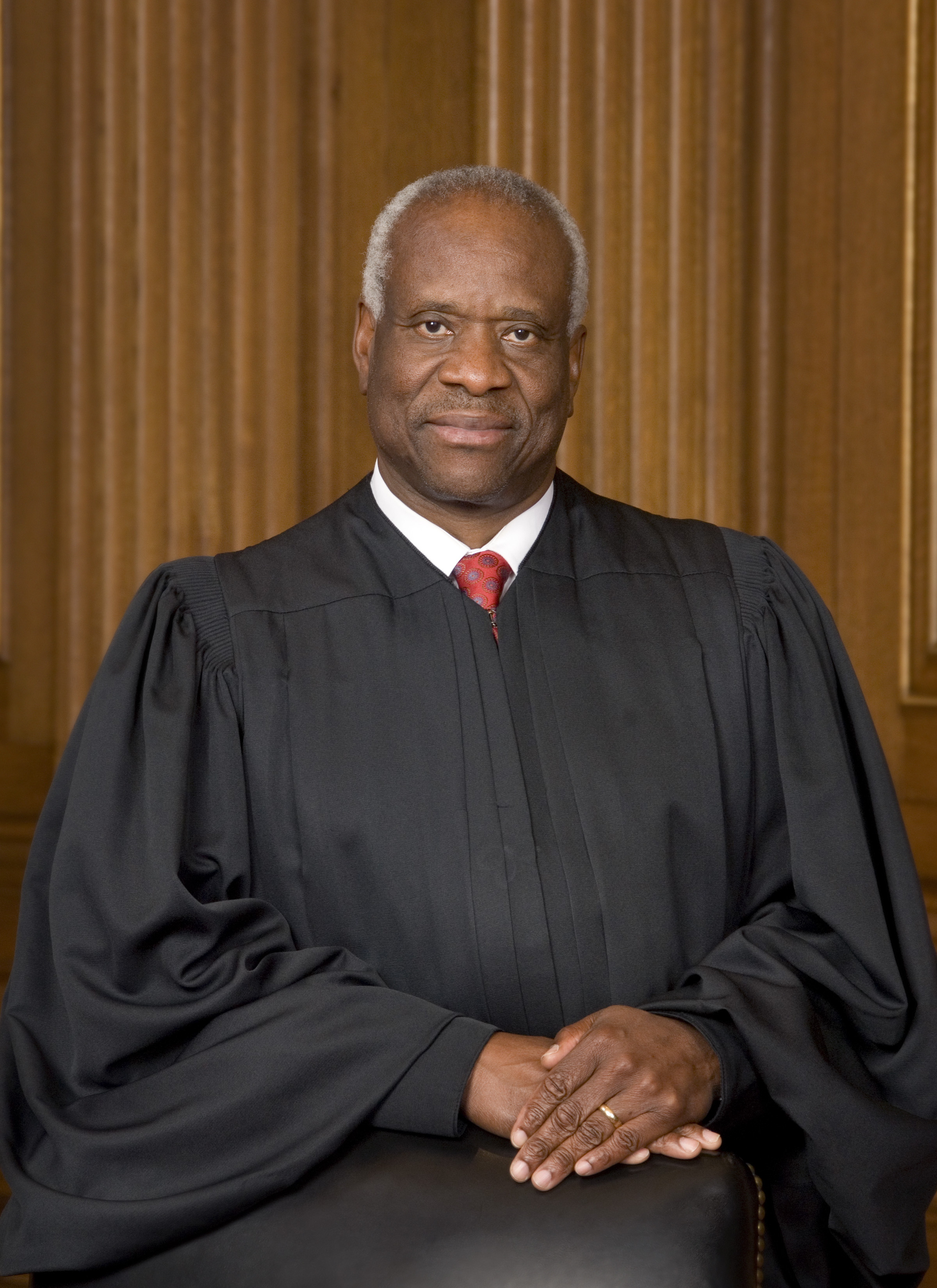
托马斯大法官起草本案少数意见书

克拉倫斯·托馬斯大法官起草少数意见书，塞繆爾·阿利托联名。托马斯主张维持下级法院判决，“联邦法律没向宪法权利未受侵害的原告提供诉讼理由”。少数意见书强调，赫夫南以1983条款起诉，该法只为权利实际受政府侵害者提供诉讼理由。赫夫南自认没有行使第一条修正案权利，那么他的权利就不可能受侵犯，1983条款需要证明雇员参与受保护活动并受雇主报复。
托马斯指出，单有伤害不足以触发1983条款，还必须与条款针对的伤害类似。他以允许警察无故拦下任何司机的法律为例，该法明显违反被拦司机的第四条修正案权利，但因违宪行为堵在路上导致利益间接受损的人无法起诉，他们的宪法权利未受侵犯。回到本案，赫夫南要证明的不仅是受到伤害，还需说明受侵犯的实际权利。少数意见认为，雇主误解的确伤害雇员利益，但这不属于侵犯雇员根本没有行使的权利。
少数意见援引“蒙特雷市诉德尔蒙特沙丘有限公司案”，称1983条款主张属侵权法范畴，以期表明侵权法和刑法对犯罪企图的处理区别。根据刑法，偷窃目标口袋空空如也、诈骗目标手中不名一文等情况均令犯罪企图不可能实现，但仍可按犯罪未遂审判，侵权法不存在类似原则。赫夫南没有参与受保护活动，警局充其量是“企图剥夺他的权利”，侵权罪“不存在未遂”，所以他必然败诉。

## 余波
最高法院判决出台后，帕特森市批准向赫夫南支付160万美元寻求和解，最后付款期限是2017年9月30日。

## 评论
口头辩论次日，作家吉拉德·埃德尔曼批评最高法院不该假定原告从未行使第一条修正案权利，“导致错失机遇确保同类案件的确很罕见” 。在他看来，赫夫南的行为完全符合第一条修正案已有先例。原告不需要支持候选人，与同候选人有关的人交流就属已有先例保护行为。埃德尔曼指出，帕特森市因原告与人交流施加惩罚，赫夫南是否打算在竞选中支持候选人已无关紧要。
最高法院判决公布后赢得赞誉。乔纳森·斯塔尔在《宪法日报》发文，称“本案对我们理解第一条修正案的潜在影响很大”。《经济学人》看法类似，称本案确立“良法”，实现将已有判例从保护实际言论延伸到感知言论的“重大发展”。